# Forum Fondazione Bertarelli
Il Forum Fondazione Bertarelli è un auditorium situato nei pressi di Poggi del Sasso, in provincia di Grosseto. Ospita concerti di musica da camera e performance teatrali ed è considerato un esempio di realizzazione virtuosa nell'ambito della bioarchitettura e dell'efficienza energetica negli edifici.
Dal 2015 è sede stabile della rassegna internazionale di musica classica Amiata Piano Festival.

## Storia
L'idea di costruire una sala da concerti per 300 persone in un'area apparentemente isolata dell'entroterra maremmano nasce dalla volontà della Fondazione Bertarelli di sostituire un piano di lottizzazione residenziale con un edificio culturale della stessa volumetria e costo, e dalla necessità di passare da una programmazione di eventi musicali in forma ridotta, organizzati fin dal 2006 all'interno della cantina di Collemassari, a un qualcosa di più strutturato. L'incarico viene affidato all'architetto Edoardo Milesi che presenta il progetto preliminare nel 2010, questo comprendeva nel complesso un edificio completamente rivestito in pietra locale dell'Amiata con una sala da concerti, camerini per gli artisti, sale prove e una sala ristorante con vista a 360° sul paesaggio circostante.
Nel 2012 viene presentato un nuovo progetto preliminare e l'idea di affiancare un ristorante alla sala da concerti viene abbandonata. Tuttavia, vengono aggiunti al nuovo progetto il foyer e il grande patio esterno. Anche i materiali cambiano: il rivestimento in pietra viene sostituito da cemento colorato in pasta, acciaio corten e vetro, cambiando così radicalmente anche il sistema costruttivo passando da una costruzione interamente tradizionale al sistema misto con parti pre-assemblate e montate a secco in cantiere.
Nel giugno dello stesso anno iniziano i lavori di costruzione che saranno completati sedici mesi dopo con la prima prova acustica della sala avvenuta nel novembre del 2014 con una performance musicale a porte chiuse eseguita dal pianista Maurizio Baglini e dalla violoncellista Silvia Chiesa. Per l'occasione era presente in sala, oltre ai tecnici del suono, un pubblico composto dalla committenza, dai progettisti e da tutte le maestranze impegnate nella realizzazione dell'edificio.
È stato inaugurato ufficialmente il 19 giugno 2015 e da allora ospita stabilmente le edizioni dell'Amiata Piano Festival, tenute nei mesi di giugno, luglio e agosto e trasmesse da Rai Radio 3, e il concerto di Natale. Al suo interno si sono esibiti diversi artisti del panorama musicale nazionale e internazionale, tra gli altri: Salvatore Accardo, Ramin Bahrami, Mario Brunello, Gianluca Cascioli, Francesca Dego, Javier Girotto, Andrea Lucchesini, Shlomo Mintz, Moni Ovadia, Roberto Prosseda, Massimo Quarta, Danilo Rea e Peter Maxwell Davies.
Nel 2017 il progetto vince il primo premio AESS Sostenibilità e, nello stesso anno, ha ricevuto la segnalazione della giuria del Premio internazionale Dedalo Minosse alla committenza di architettura. Nel 2021 vince il Golden A'Design Award nella categoria architecture, building and structure design.

## Descrizione
L'edificio è costituito da un unico corpo di fabbrica diviso in due parti: la sala da concerto e il foyer a pianta rettangolare. Il complesso si sviluppa su una superficie di 2 086 m2 ed è posizionato sulla sommità di una collina coltivata a ulivi nei pressi di Poggi del Sasso, immerso nella Maremma toscana. Completano la struttura i camerini al piano interrato, a lato della sala, con accesso diretto al palco e l'ampio patio esterno con vista sulle colline circostanti e sul castello di Colle Massari.
Per rispondere ai principi di sostenibilità ambientale, la sala è dotata di due sistemi di aerazione indipendenti: uno meccanico per il condizionamento dell'aria, e uno naturale. Nel sistema meccanico, silenzioso per non generare alcun rumore nella sala, l'aria calda o fredda a seconda delle esigenze di stagione viene distribuita attraverso dei diffusori posti sotto ogni singola poltrona della cavea per un comfort uniforme sul pubblico. Il ricambio d'aria naturale avviane invece grazie allo sfruttamento di energie passive: un sistema di prese d'aria aperte sull'esterno, verso nord, cattura il vento di tramontana incanalandolo all'interno, verso la parte bassa della sala, contemporaneamente una piccola apertura in alto e opposta alle griglie di distribuzione, opportunamente aperta, attiva l'effetto Venturi che, grazie alla differenza di pressione generata, è in grado di innescare il ricambio naturale di aria in pochi minuti.
Sotto il profilo dell'acustica, la sala da concerti è stata progettata in modo che il suono venga amplificato senza l'ausilio di strumenti meccanici. La forma ovoidale del tamburo sul quale si innesta la copertura, così come le due ali laterali che avvolgono la platea ma soprattutto la particolare conformazione del soffitto, che si comporta come una cassa armonica, concorrono allo scopo di consentire ad ognuno dei 300 spettatori di ricevere la stessa quantità di onde sonore senza generare echi o disturbi, coniugando la necessità di sofisticati criteri acustici all'esigenza di un'elevata efficienza energetica. Inoltre, il pavimento dell'area scenica poggia al di sopra di uno spazio vuoto creando una camera d'aria che potenzia l'acustica. Esiste tuttavia un impianto di amplificazione audio per gli strumenti musicali elettronici e le proiezioni audio-video.

### Esterno
Visto dall'esterno, l'edificio presenta una forma organica perfettamente conchiusa, misurata da proporzioni auree concepite per un’acustica non amplificata meccanicamente. Da lontano come da vicino, la sala concerti non si percepisce come un fabbricato poiché priva di aperture e le sue superfici esterne, scabre, rivestite in cemento colorato in pasta del colore della terra, ricordano un tumulo, fortificato dall'ondulata lastra in acciaio corten ossidato che, assecondando il volume della sala, parzialmente lo avvolge concorrendo alla stabilità sismica del foyer, costituito da sottili lame sempre in corten e una lunga parete vetrata verso sud-ovest.
Sul lato nord-est del foyer si apre un ampio patio esterno pavimentato con lastre di travertino e coperto da una pensilina a sbalzo in acciaio e vetro.

### Interni
Una spessa lastra di ferro ispirata alle opere di Richard Serra, prima bassa, cresce fino a negare completamente la vista sulla coltura agricola che circonda l'edificio, accompagnando il visitatore all'interno del foyer dove, invaso dalla luce, il solido volume del teatro si smaterializza in una vetrina sul paesaggio. Da qui si accede alla sala da concerto di forma ovoidale e interrata per metà della sua altezza. La sala si presenta come un unico spazio senza soluzione di continuità tra cavea e area scenica, quest’ultima delimitata semplicemente da un cambio di pavimentazione in legno di abete massello. Dall'interno, la struttura mostra la superficie unica del tamburo su cui appoggia la copertura a forma di cupola ellissoidale a struttura metallica rivestita da lastre in zinco-titanio. Ali incurvate rivestite in legno di ciliegio celano i collegamenti ai vari livelli e abbracciano lateralmente le gradinate sulle quali sono installate le poltrone. L'ampio soffitto della sala, anch'esso interamente rivestito con pannelli in legno di ciliegio, è una struttura cava che assolve il compito di cassa armonica e alloggiamento delle americane e dell'illuminazione della sala. È ispirato alla forma di un osso di seppia per consentire la giusta visibilità dello spazio scenico anche dalla balconata e una distribuzione acustica uniforme su ogni singolo spettatore, l'intradosso infatti si solleva passando da convesso sopra il palco a concavo, mentre in direzione trasversale si mantiene sempre convesso. All'interno sono presenti tre diversi tipi di pavimentazione: legno di ciliegio e abete per la sala da concerti; travertino osso a foro aperto per foyer, aree comuni e passaggi pedonali esterni; gres per le aree tecniche e i camerini.

### Fondazione Bertarelli
Costituita per iniziativa dei fratelli Maria Iris Tipa Bertarelli e Claudio Tipa, è una fondazione privata che persegue finalità di pubblica utilità occupandosi della promozione del territorio della Toscana e fornendo sostegni economici a numerosi progetti del mondo dell'arte, della musica, dell'archeologia e dell'ambiente. La Fondazione collabora e sostiene progetti di ricerca dell'Università di Pisa, dell'Università degli Studi di Siena. Collabora con il Teatro Stabile di Grosseto e sponsorizza la rassegna di musica da camera Amiata Piano Festival. Tra i contributi di maggior rilevanza in campo artistico e culturale, la Fondazione Bertarelli ha sostenuto il risanamento conservativo e il restauro degli affreschi della chiesa di Sant'Agostino a Montalcino. Dal 2011 la Fondazione Bertarelli sostiene la campagna di ricerche sugli scavi archeologici di Santa Marta nel territorio di Poggi del Sasso.